# Santa Cruz (distrito de Santa Cruz)
Santa Cruz é um distrito do Peru, departamento de Cajamarca, localizada na província de Santa Cruz.

## Transporte
O distrito de Santa Cruz é servido pela seguinte rodovia:
- PE-6B, que liga a cidade de Llama ao distrito de Cochabamba
- CA-102, que liga a cidade ao distrito de Catilluc [1][2][3]